# Copa América 1995
La Copa América 1995 fue la XXXVII edición de la Copa América. Esta versión del torneo se realizó en Uruguay entre el 5 de julio y el 23 de julio de 1995. Precisamente Uruguay, con figuras todas ellas de largo recorrido futbolístico, alcanzó la gloria en la final al derrotar a Brasil. El torneo se efectuó en las ciudades de Montevideo, Maldonado, Rivera y Paysandú.
El campeón Uruguay clasificó a la Copa Confederaciones 1997. También clasificó Brasil que era el campeón mundial vigente al haber ganado el Mundial de Estados Unidos 1994.

## Organización

### Árbitros
- Javier Castrilli.
- Pablo Peña.
- Márcio Rezende.
- Salvador Imperatore.
- Óscar Ruiz.
- Alfredo Rodas.
- Félix Benegas.
- Alberto Tejada.
- Ernesto Filippi.
- Eduardo Dluzniewski.
- Paolo Borgosano.
- Raúl Domínguez.
- Arturo Brizio Carter.

### Sedes
| Montevideo             | Montevideo Maldonado Paysandú Rivera | Montevideo Maldonado Paysandú Rivera | Maldonado                       |
| Estadio Centenario     | Montevideo Maldonado Paysandú Rivera | Montevideo Maldonado Paysandú Rivera | Estadio Domingo Burgueño Miguel |
| Capacidad: 65 235      | Montevideo Maldonado Paysandú Rivera | Montevideo Maldonado Paysandú Rivera | Capacidad: 22 000               |
|                        | Montevideo Maldonado Paysandú Rivera | Montevideo Maldonado Paysandú Rivera |                                 |
| Paysandú               | Montevideo Maldonado Paysandú Rivera | Montevideo Maldonado Paysandú Rivera | Rivera                          |
| Estadio Parque Artigas | Montevideo Maldonado Paysandú Rivera | Montevideo Maldonado Paysandú Rivera | Estadio Atilio Paiva Olivera    |
| Capacidad: 25 000      | Montevideo Maldonado Paysandú Rivera | Montevideo Maldonado Paysandú Rivera | Capacidad: 27 135               |
|                        | Montevideo Maldonado Paysandú Rivera | Montevideo Maldonado Paysandú Rivera |                                 |

### Sistema de disputa
Se formaron tres grupos de cuatro equipos cada uno. Los dos primeros de cada grupo pasaron a los cuartos de final, así como los dos mejores terceros. En caso de empate en alguna posición durante esta fase, se decidía mediante los siguientes expedientes:
1. Diferencia de goles en todos los partidos del grupo.
2. Mayor número de goles anotados en todos los partidos del grupo.
3. Ganador del partido jugado entre los equipos en disputa.
4. Moneda al aire.

De aquí se pasaba a partidos de eliminación directa, hasta llegar a la confrontación final. En caso de empates en estos partidos, se definía al ganador mediante lanzamientos desde el punto penal.

## Equipos participantes
| Equipos participantes | Equipos participantes | Equipos participantes | Equipos participantes |
| --------------------- | --------------------- | --------------------- | --------------------- |
| Argentina             | Bolivia               | Brasil                | Chile                 |
| Colombia              | Ecuador               | Estados Unidos        | México                |
| Paraguay              | Perú                  | Uruguay               | Venezuela             |

## Primera fase

### Grupo A
| Selección | Pts. | PJ | PG | PE | PP | GF | GC | Dif. |
| --------- | ---- | -- | -- | -- | -- | -- | -- | ---- |
| Uruguay   | 7    | 3  | 2  | 1  | 0  | 6  | 2  | +4   |
| Paraguay  | 6    | 3  | 2  | 0  | 1  | 5  | 4  | +1   |
| México    | 4    | 3  | 1  | 1  | 1  | 5  | 4  | +1   |
| Venezuela | 0    | 3  | 0  | 0  | 3  | 4  | 10 | –6   |

| 5 de julio de 1995 | Uruguay                                                      | 4:1 (2:0) | Venezuela    | Estadio Centenario, Montevideo                                  |                                                                 |
|                    | Fonseca 14' · Otero 25' · Francescoli 75' (pen.) · Poyet 84' |           | 53' Dolgetta | Asistencia: 32 000 espectadores Árbitro(s): Salvador Imperatore | Asistencia: 32 000 espectadores Árbitro(s): Salvador Imperatore |

| 6 de julio de 1995 | Paraguay                    | 2:1 (0:1) | México     | Estadio Domingo Burgueño Miguel, Maldonado              |                                                         |
|                    | Cardozo 63' · Samaniego 73' |           | 44' García | Asistencia: 5000 espectadores Árbitro(s): Alfredo Rodas | Asistencia: 5000 espectadores Árbitro(s): Alfredo Rodas |

| 9 de julio de 1995 | Uruguay         | 1:0 (1:0) | Paraguay | Estadio Centenario, Montevideo                             |                                                            |
|                    | Francescoli 13' |           |          | Asistencia: 40 000 espectadores Árbitro(s): Márcio Rezende | Asistencia: 40 000 espectadores Árbitro(s): Márcio Rezende |

| 9 de julio de 1995 | México                                       | 3:1 (1:0) | Venezuela         | Estadio Domingo Burgueño Miguel, Maldonado              |                                                         |
|                    | García 41' (pen.), 57' (pen.) · Espinoza 76' |           | 65' (a.g.) Campos | Asistencia: 700 espectadores Árbitro(s): Raúl Domínguez | Asistencia: 700 espectadores Árbitro(s): Raúl Domínguez |

| 12 de julio de 1995 | Paraguay                                   | 3:2 (1:1) | Venezuela                  | Estadio Domingo Burgueño Miguel, Maldonado                      |                                                                 |
|                     | Cardozo 35' · Villamayor 64' · Gamarra 83' |           | 13' Miranda · 68' Dolgetta | Asistencia: 2000 espectadores Árbitro(s): Óscar Ruiz (Colombia) | Asistencia: 2000 espectadores Árbitro(s): Óscar Ruiz (Colombia) |

| 13 de julio de 1995 | Uruguay       | 1:1 (0:0) | México     | Estadio Centenario, Montevideo                               |                                                              |
|                     | Saralegui 79' |           | 67' García | Asistencia: 10 000 espectadores Árbitro(s): Javier Castrilli | Asistencia: 10 000 espectadores Árbitro(s): Javier Castrilli |

### Grupo B
| Selección | Pts. | PJ | PG | PE | PP | GF | GC | Dif. |
| --------- | ---- | -- | -- | -- | -- | -- | -- | ---- |
| Brasil    | 9    | 3  | 3  | 0  | 0  | 6  | 0  | +6   |
| Colombia  | 4    | 3  | 1  | 1  | 1  | 2  | 4  | −2   |
| Ecuador   | 3    | 3  | 1  | 0  | 2  | 2  | 3  | −1   |
| Perú      | 1    | 3  | 0  | 1  | 2  | 2  | 5  | −3   |

| 7 de julio de 1995 | Colombia     | 1:1 (0:0) | Perú         | Estadio Atilio Paiva Olivera, Rivera                      |                                                           |
|                    | Asprilla 68' |           | 80' Palacios | Asistencia: 5000 espectadores Árbitro(s): Ernesto Filippi | Asistencia: 5000 espectadores Árbitro(s): Ernesto Filippi |

| 7 de julio de 1995 | Brasil       | 1:0 (0:0) | Ecuador | Estadio Atilio Paiva Olivera, Rivera                         |                                                              |
|                    | Ronaldão 73' |           |         | Asistencia: 10 000 espectadores Árbitro(s): Javier Castrilli | Asistencia: 10 000 espectadores Árbitro(s): Javier Castrilli |

| 10 de julio de 1995 | Colombia   | 1:0 (1:0) | Ecuador | Estadio Atilio Paiva Olivera, Rivera                 |                                                      |
|                     | Rincón 44' |           |         | Asistencia: 8000 espectadores Árbitro(s): Pablo Peña | Asistencia: 8000 espectadores Árbitro(s): Pablo Peña |

| 10 de julio de 1995 | Brasil                         | 2:0 (0:0) | Perú | Estadio Atilio Paiva Olivera, Rivera                    |                                                         |
|                     | Zinho 77' (pen.) · Edmundo 82' |           |      | Asistencia: 8000 espectadores Árbitro(s): Félix Benegas | Asistencia: 8000 espectadores Árbitro(s): Félix Benegas |

| 13 de julio de 1996 | Ecuador             | 2:1 (0:0) | Perú               | Estadio Atilio Paiva Olivera, Rivera                            |                                                                 |
|                     | Díaz 71' · Mora 75' |           | 82' (a.g.) Tenorio | Asistencia: 10 000 espectadores Árbitro(s): Eduardo Dluzniewski | Asistencia: 10 000 espectadores Árbitro(s): Eduardo Dluzniewski |

| 13 de julio de 1995 | Brasil                                        | 3:0 (1:0) | Colombia | Estadio Atilio Paiva Olivera, Rivera                        |                                                             |
|                     | Leonardo 30' · Túlio 76' · Higuita 85' (a.g.) |           |          | Asistencia: 10 000 espectadores Árbitro(s): Ernesto Filippi | Asistencia: 10 000 espectadores Árbitro(s): Ernesto Filippi |

### Grupo C
| Selección      | Pts. | PJ | PG | PE | PP | GF | GC | Dif. |
| -------------- | ---- | -- | -- | -- | -- | -- | -- | ---- |
| Estados Unidos | 6    | 3  | 2  | 0  | 1  | 5  | 2  | +3   |
| Argentina      | 6    | 3  | 2  | 0  | 1  | 6  | 4  | +2   |
| Bolivia        | 4    | 3  | 1  | 1  | 1  | 4  | 4  | 0    |
| Chile          | 1    | 3  | 0  | 1  | 2  | 3  | 8  | −5   |

| 8 de julio de 1995 | Estados Unidos   | 2:1 (2:0) | Chile        | Estadio Parque Artigas, Paysandú                           |                                                            |
|                    | Wynalda 14', 20' |           | 63' Rozental | Asistencia: 16 000 espectadores Árbitro(s): Alberto Tejada | Asistencia: 16 000 espectadores Árbitro(s): Alberto Tejada |

| 8 de julio de 1995 | Argentina                 | 2:1 (0:0) | Bolivia    | Estadio Parque Artigas, Paysandú                                |                                                                 |
|                    | Batistuta 70' · Balbo 81' |           | 75' Angola | Asistencia: 20 000 espectadores Árbitro(s): Eduardo Dluzniewski | Asistencia: 20 000 espectadores Árbitro(s): Eduardo Dluzniewski |

| 11 de julio de 1995 | Bolivia        | 1:0 (1:0) | Estados Unidos | Estadio Parque Artigas, Paysandú                            |                                                             |
|                     | Etcheverry 23' |           |                | Asistencia: 16 000 espectadores Árbitro(s): Paolo Borgosano | Asistencia: 16 000 espectadores Árbitro(s): Paolo Borgosano |

| 11 de julio de 1995 | Argentina                                  | 4:0 (2:0) | Chile | Estadio Parque Artigas, Paysandú                                 |                                                                  |
|                     | Batistuta 1', 52' · Simeone 6' · Balbo 55' |           |       | Asistencia: 16 000 espectadores Árbitro(s): Arturo Brizio Carter | Asistencia: 16 000 espectadores Árbitro(s): Arturo Brizio Carter |

| 14 de julio de 1995 | Bolivia                 | 2:2 (0:0) | Chile          | Estadio Parque Artigas, Paysandú                           |                                                            |
|                     | Mercado 78' · Ramos 87' |           | 55', 61' Basay | Asistencia: 11 000 espectadores Árbitro(s): Alberto Tejada | Asistencia: 11 000 espectadores Árbitro(s): Alberto Tejada |

| 14 de julio de 1995 | Estados Unidos                       | 3:0 (2:0) | Argentina | Estadio Parque Artigas, Paysandú                         |                                                          |
|                     | Klopas 20' · Lalas 31' · Wynalda 58' |           |           | Asistencia: 8000 espectadores Árbitro(s): Márcio Rezende | Asistencia: 8000 espectadores Árbitro(s): Márcio Rezende |

### Mejores terceros puestos
Los dos mejores de los terceros puestos avanzan a la segunda ronda.
| Selección | Grupo | Pts. | PJ | PG | PE | PP | GF | GC | Dif. |
| --------- | ----- | ---- | -- | -- | -- | -- | -- | -- | ---- |
| México    | A     | 4    | 3  | 1  | 1  | 1  | 5  | 4  | +1   |
| Bolivia   | C     | 4    | 3  | 1  | 1  | 1  | 4  | 4  | 0    |
| Ecuador   | B     | 3    | 3  | 1  | 0  | 2  | 2  | 3  | −1   |

## Segunda fase

### Cuadro general
|  | Cuartos de final         | Cuartos de final        |                          |       | Semifinales                  | Semifinales                  |  |  | Final | Final |
|  |                          |                         |                          |       |                              |                              |  |  |       |       |
|  | 16 de julio – Montevideo |                         |                          |       |                              |                              |  |  |       |       |
|  |                          |                         |                          |       |                              |                              |  |  |       |       |
|  | Uruguay                  | 2                       |                          |       |                              |                              |  |  |       |       |
|  | Uruguay                  | 2                       | 19 de julio – Montevideo |       |                              |                              |  |  |       |       |
|  | Bolivia                  | 1                       |                          |       |                              |                              |  |  |       |       |
|  | Bolivia                  | 1                       | Uruguay                  | 2     |                              |                              |  |  |       |       |
|  | 16 de julio – Montevideo |                         | Uruguay                  | 2     |                              |                              |  |  |       |       |
|  |                          | Colombia                | 0                        |       |                              |                              |  |  |       |       |
|  | Colombia (p.)            | Colombia                | 0                        | 1 (5) |                              |                              |  |  |       |       |
|  | Colombia (p.)            |                         | 23 de julio – Montevideo | 1 (5) |                              |                              |  |  |       |       |
|  | Paraguay                 | 1 (4)                   |                          |       |                              |                              |  |  |       |       |
|  | Paraguay                 | 1 (4)                   | Uruguay (p.)             | 1 (5) |                              |                              |  |  |       |       |
|  | 17 de julio – Rivera     |                         | Uruguay (p.)             | 1 (5) |                              |                              |  |  |       |       |
|  |                          | Brasil                  | 1 (3)                    |       |                              |                              |  |  |       |       |
|  | Brasil (p.)              | Brasil                  | 1 (3)                    | 2 (4) |                              |                              |  |  |       |       |
|  | Brasil (p.)              | 20 de julio – Maldonado |                          | 2 (4) |                              |                              |  |  |       |       |
|  | Argentina                | 2 (2)                   |                          |       |                              |                              |  |  |       |       |
|  | Argentina                | 2 (2)                   | Brasil                   | 1     |                              |                              |  |  |       |       |
|  | 17 de julio – Paysandú   |                         | Brasil                   | 1     |                              |                              |  |  |       |       |
|  |                          | Estados Unidos          | 0                        |       | Partido por el tercer puesto | Partido por el tercer puesto |  |  |       |       |
|  | Estados Unidos (p.)      | Estados Unidos          | 0                        | 0 (4) | Partido por el tercer puesto | Partido por el tercer puesto |  |  |       |       |
|  | Estados Unidos (p.)      |                         | 22 de julio – Maldonado  | 0 (4) |                              |                              |  |  |       |       |
|  | México                   | 0 (1)                   |                          |       |                              |                              |  |  |       |       |
|  | México                   | 0 (1)                   | Colombia                 | 4     |                              |                              |  |  |       |       |
|  |                          |                         |                          |       |                              |                              |  |  |       |       |
|  | Estados Unidos           | 1                       |                          |       |                              |                              |  |  |       |       |
|  | Estados Unidos           | 1                       |                          |       |                              |                              |  |  |       |       |

### Cuartos de final
| 16 de julio de 1995 | Colombia                                         | 1:1 (0:1) (5:4 p.)         | Paraguay                                   | Estadio Centenario, Montevideo                                  |                                                                 |
|                     | Rincón 53'                                       |                            | 26' Villamayor                             | Asistencia: 25 000 espectadores Árbitro(s): Salvador Imperatore | Asistencia: 25 000 espectadores Árbitro(s): Salvador Imperatore |
|                     |                                                  | Tiros desde el punto penal |                                            |                                                                 |                                                                 |
|                     | Rincón · Mendoza · Arboleda · Cabrera · Asprilla |                            | Jara · Acuña · Samaniego · Denis · Gamarra |                                                                 |                                                                 |

| 16 de julio de 1995 | Uruguay                | 2:1 (2:0) | Bolivia     | Estadio Centenario, Montevideo                            |                                                           |
|                     | Otero 2' · Fonseca 30' |           | 71' Sánchez | Asistencia: 45 000 espectadores Árbitro(s): Alfredo Rodas | Asistencia: 45 000 espectadores Árbitro(s): Alfredo Rodas |

| 17 de julio de 1995                                                      | Estados Unidos                       | 0:0 (4:1 p.)               | México                       | Estadio Parque Artigas, Paysandú                     |  |
|                                                                          |                                      |                            |                              | Asistencia: 6500 espectadores Árbitro(s): Óscar Ruiz |  |
|                                                                          |                                      | Tiros desde el punto penal |                              |                                                      |  |
|                                                                          | Wynalda · Moore · Caligiuri · Klopas |                            | García · Hermosillo · Coyote |                                                      |  |
| Primer enfrentamiento entre dos selecciones invitadas a la Copa América. |                                      |                            |                              |                                                      |  |

| 17 de julio de 1995 | Brasil                                                | 2:2 (1:2) (4:2 p.)         | Argentina                         | Estadio Atilio Paiva Olivera, Rivera                       |                                                            |
|                     | Edmundo 9' · Túlio 81'                                |                            | 2' Balbo · 29' Batistuta          | Asistencia: 24 000 espectadores Árbitro(s): Alberto Tejada | Asistencia: 24 000 espectadores Árbitro(s): Alberto Tejada |
|                     |                                                       | Tiros desde el punto penal |                                   |                                                            |                                                            |
|                     | Roberto Carlos · Túlio · André Cruz · Dunga · Edmundo |                            | Pérez · Acosta · Simeone · Fabbri |                                                            |                                                            |

### Semifinales
| 19 de julio de 1995 | Uruguay                  | 2:0 (0:0) | Colombia | Estadio Centenario, Montevideo                            |                                                           |
|                     | Adinolfi 51' · Otero 70' |           |          | Asistencia: 20 000 espectadores Árbitro(s): Félix Benegas | Asistencia: 20 000 espectadores Árbitro(s): Félix Benegas |

| 20 de julio de 1995 | Brasil     | 1:0 (1:0) | Estados Unidos | Estadio Domingo Burgueño Miguel, Maldonado              |                                                         |
|                     | Aldair 13' |           |                | Asistencia: 8000 espectadores Árbitro(s): Alfredo Rodas | Asistencia: 8000 espectadores Árbitro(s): Alfredo Rodas |

### Tercer lugar
| 22 de julio de 1995 | Colombia                                                  | 4:1 (2:0) | Estados Unidos   | Estadio Domingo Burgueño Miguel, Maldonado                    |                                                               |
|                     | Quiñónez 30' · Valderrama 38' · Asprilla 50' · Rincón 76' |           | 52' (pen.) Moore | Asistencia: 2500 espectadores Árbitro(s): Salvador Imperatore | Asistencia: 2500 espectadores Árbitro(s): Salvador Imperatore |

### Final
| 23 de julio de 1995                                         | Uruguay                                                   | 1:1 (0:1) (5:3 p.)         | Brasil                                 | Estadio Centenario, Montevideo                                   |                                                                  |
|                                                             | Bengoechea 51' (TL)                                       |                            | 30' Túlio                              | Asistencia: 64 900 espectadores Árbitro(s): Arturo Brizio Carter | Asistencia: 64 900 espectadores Árbitro(s): Arturo Brizio Carter |
|                                                             |                                                           | Tiros desde el punto penal |                                        |                                                                  |                                                                  |
|                                                             | Francescoli · Bengoechea · Herrera · Gutiérrez · Martínez |                            | Roberto Carlos · Zinho · Túlio · Dunga |                                                                  |                                                                  |
| Primera final de la Copa América que se define por penales. |                                                           |                            |                                        |                                                                  |                                                                  |

|                             |
| Bandera de Uruguay          |
| Campeón Uruguay 14.º título |

## Tabla general
| Pos. | Selección      | Gr. | Pts. | PJ | PG | PE | PP | GF | GC | Dif | Rend.   |
| ---- | -------------- | --- | ---- | -- | -- | -- | -- | -- | -- | --- | ------- |
| 1    | Uruguay        | A   | 14   | 6  | 4  | 2  | 0  | 11 | 4  | +7  | 77.78 % |
| 2    | Brasil         | B   | 14   | 6  | 4  | 2  | 0  | 10 | 3  | +7  | 77.78 % |
| 3    | Colombia       | B   | 8    | 6  | 2  | 2  | 2  | 7  | 8  | -1  | 44.44 % |
| 4    | Estados Unidos | C   | 7    | 6  | 2  | 1  | 3  | 6  | 7  | –1  | 38.89 % |
| 5    | Argentina      | C   | 7    | 4  | 2  | 1  | 1  | 8  | 6  | +2  | 58.33 % |
| 6    | Paraguay       | A   | 7    | 4  | 2  | 1  | 1  | 6  | 5  | +1  | 58.33 % |
| 7    | México         | A   | 5    | 4  | 1  | 2  | 1  | 5  | 4  | +1  | 41.67 % |
| 8    | Bolivia        | C   | 4    | 4  | 1  | 1  | 2  | 5  | 6  | –1  | 33.33 % |
| 9    | Ecuador        | B   | 3    | 3  | 1  | 0  | 2  | 2  | 3  | -1  | 33.33 % |
| 10   | Perú           | B   | 1    | 3  | 0  | 1  | 2  | 2  | 5  | –3  | 11.11 % |
| 11   | Chile          | C   | 1    | 3  | 0  | 1  | 2  | 3  | 8  | –5  | 11.11 % |
| 12   | Venezuela      | A   | 0    | 3  | 0  | 0  | 3  | 4  | 10 | –6  | 0 %     |

## Goleadores
4 goles
- Gabriel Batistuta
- Luis García

3 goles
- Abel Balbo
- Túlio
- Freddy Rincón
- Eric Wynalda
- Marcelo Otero

2 goles
- Edmundo
- Ivo Basay
- Faustino Asprilla
- José Cardozo
- Juan Villamayor
- Daniel Fonseca
- Enzo Francescoli
- José Luis Dolgetta

1 gol
- Diego Simeone
- Demetrio Angola
- Marco Etcheverry
- Miguel Mercado
- Mauricio Ramos
- Óscar Sánchez
- Aldair
- Leonardo
- Ronaldão
- Zinho
- Sebastián Rozental
- Luis Quiñónez
- Carlos Valderrama
- Energio Díaz
- José Mora
- Eduardo Espinoza
- Carlos Gamarra
- Adriano Samaniego
- Roberto Palacios
- Frank Klopas
- Alexi Lalas
- Joe-Max Moore
- Edgardo Adinolfi
- Pablo Bengoechea
- Gustavo Poyet
- Marcelo Saralegui
- Gabriel Miranda

Autogoles
- René Higuita (ante Brasil)
- Iván Hurtado (ante Perú)
- Jorge Campos (ante Venezuela)

## Mejor jugador del torneo
- Enzo Francescoli.[1]

## Clasificado a la Copa Confederaciones 1997
| Bandera de Uruguay |
| Uruguay Campeón    |